# Eddie Chapman
Eddie Chapman (Burnopfield, 16 november 1914 - St Albans, 11 december 1997) was een Engels crimineel en dubbelspion voor het Britse MI5 gedurende de Tweede Wereldoorlog.

## Biografie

### Jeugd
Eddie Chapman werd op 16 november 1914 geboren in Burnopfield, een klein dorp in het graafschap Durham. Zijn vader was een voormalig scheepswerktuigkundige die uitbater werd van een kroeg in het gebied Roker. Zijn moeder was huisvrouw en stierf in 1925 aan de gevolgen van tuberculose. Chapman was de oudste van drie kinderen in een gezin waarin weinig ruimte was voor liefde, weinig geld beschikbaar was en er nauwelijks werd omgekeken naar de opvoeding van de kinderen. Hij ontwikkelde in deze tijd een afschuw van gezag en spijbelde regelmatig van school.
Chapman tekende op zeventienjarige leeftijd voor het leger en nam dienst in het tweede bataljon van de Coldstream Guards. Zijn taken bestonden onder andere uit het op wacht staan bij de Tower of London. Na negen maanden in het leger te hebben gediend kreeg hij een verlof van zes dagen. Hij keerde echter niet terug naar het leger en besloot op de vlucht te gaan met een meisje dat hij had leren kennen in Soho. Na twee maanden werd hij gearresteerd en naast een oneervol ontslag uit het leger werd hij voor 48 dagen opgesloten in de militaire gevangenis in Aldershot.

### Criminele carrière
Na zijn vrijlating uit de gevangenis van Aldershot keerde Chapman terug naar Soho. Hij vond hier werk als barman en daarna als figurant bij de film. Daarnaast verdiende hij bij als amateurbokser en worstelaar. Deze baantjes waren echter niet voldoende om zijn levensstijl te bekostigen; hij had gokschulden opgebouwd en hij was een liefhebber van dure drank. In deze periode pleegde hij zijn eerste (kleine) misdrijven. Na enkele aanvaringen met de politie werd hij in 1935 schuldig bevonden aan het stelen van een cheque en het frauduleus innen daarvan. Hij werd veroordeeld tot twee maanden dwangarbeid. Een paar weken na zijn vrijlating werd hij weer opgepakt en veroordeeld tot een gevangenisstraf van drie maanden wegens het betreden van verboden terrein en poging tot inbraak.
Chapman maakte in de tijd dat hij in de gevangenis zat kennis met James Well Hunt, een kluiskraker met wie hij samen met een aantal andere personen de 'Jelly Gang' zou vormen. De bende werd zo genoemd omdat het gebruik maakte van het geleiachtige geligniet  om kluizen open te breken. Chapman verdiende op deze manier genoeg geld om zijn dure levensstijl te kunnen onderhouden. In 1939 werd hij, samen met drie andere inbrekers, betrapt bij het opblazen van een kluis in Edinburgh. Hij werd opgesloten in de gevangenis van Edinburgh, maar mocht na het betalen van 150 pond voor veertien dagen op borgtocht. Om zijn straf te ontlopen vluchtte hij samen met de bende en zijn vriendin Betty Farmer naar het kanaaleiland Jersey. Door een onderschepte brief van een van de bendeleden wist de politie echter dat de bende naar een van de kanaaleilanden af zou reizen om vervolgens van daaruit naar Europa te vluchten.
Chapman werd tijdens een lunch in een restaurant op Jersey opgemerkt door de plaatselijke politie. In eerste instantie wist hij te ontsnappen door zich door een gesloten raam te werpen en via het strand te ontsnappen. De volgende dag werd hij alsnog opgepakt omdat hij werd herkend door de uitbaatster van een plaatselijk hotel waar hij zich schuilhield. Omdat hij in de tussenliggende nacht had ingebroken in een nachtclub werd hij niet naar Engeland overgebracht, waar hem een reeks aanklachten te wachten stond, maar zou hij terechtstaan in Jersey. Hij werd op 11 maart 1939 voor deze inbraak veroordeeld tot de maximale straf van twee jaar dwangarbeid.
In juli 1939 ontsnapte Chapman uit de gevangenis om binnen 24 uur weer opgepakt te worden door de politie. Door deze uitbraak stond hij op 6 september 1939 weer voor de rechter, die hem veroordeelde tot een jaar extra dwangarbeid. Drie dagen daarvoor had Groot-Brittannië de oorlog verklaard aan Duitsland.

### Tweede Wereldoorlog

#### Jersey
Jersey viel op 30 juni 1940, terwijl Chapman nog in de gevangenis zat, in Duitse handen. Op 15 oktober 1941 werd hij vrijgelaten. Gedurende zijn tijd in de gevangenis had hij Anthony Faramus leren kennen, met wie hij het plan had bedacht om hun diensten aan te bieden aan de Duitsers. Chapman en Faramus schreven na de vrijlating van Chapman een brief naar het Duitse hoofdkwartier, ter attentie van Otto von Stülpnagel, opperbevelhebber van de Duitse bezettingsmacht van Frankrijk en de Kanaaleilanden.
Wat de precieze motieven van Chapman waren om tot dit besluit over te gaan, zijn onduidelijk. Tijdens verhoren door MI5 zou hij verklaren dat dit besluit enkel was ingegeven door het sterke verlangen om van het eiland te ontsnappen. Als hij de Duitsers kon misleiden, was het mogelijk dat hij naar Engeland werd gestuurd. In zijn biografie verklaarde hij echter dat "het nu allemaal heel mooi klinkt. Misschien was het kletspraat, en ik pretendeer ook niet dat er geen andere motieven waren voor de plannen die ik begon te ontwikkelen. Ze kwamen echter niet in één keer, of in één bepaalde stemming in mij op."
Een paar dagen later werden Chapman en Faramus ontboden op het kantoor van een Duitse majoor, waar ze verklaarden dat ze voor de Duitse geheime dienst wilden werken. Hierbij legde Chapman de nadruk op de straf die hem in Engeland boven het hoofd hing. De majoor zei dat de zaak zou worden besproken met 'hoge officieren'.
In december 1941 werden Chapman en Faramus door de Gestapo gearresteerd. In eerste instantie dacht Chapman dat zijn sollicitatie als spion succes had gehad, maar al snel werd verteld dat ze gevangenen waren, en als ze probeerde te ontsnappen, neergeschoten zouden worden. Ze werden overgebracht naar een landingsvaartuig en van daaruit vervoerd naar Frankrijk.

#### Frankrijk
Chapman en Faramus werden, eenmaal aangekomen in het bezette Frankrijk, vervoerd naar het Parijse gijzelaarskamp Fort de Romainville. Na minder dan een maand werd Chapman ontboden op het kantoor van een SS-officier die kennis had genomen van de brief. Na een uitvoerig verhoor werd hij weer teruggestuurd naar de gevangenis. De maanden daarop werd hij meerdere keren verhoord, tot hij op 18 april 1942 door zijn bewakers uit de cel werd gehaald. De Duitse officieren waren overtuigd van zijn intenties en plaatsten hem over naar het hoofdkantoor van de Abwehr in Nantes. Faramus bleef achter in Fort de Romainville.
In Nantes werd Chapman onder leiding van dr. Graumann, hoofd van de Abwehr aldaar, getraind tot volleerd spion. Hij werd maandenlang getraind in het maken van explosieven, radiocommunicatie, parachutespringen en andere sabotage-activiteiten. Het plan van de Abwehr was om Chapman op missie te sturen naar Engeland om daar een vliegtuigfabriek van de Havilland te saboteren, en zodoende de productie van de bommenwerpers die daar werden gemaakt tijdelijk stil te leggen. Zijn codenaam werd Fritz, of Fritzchen.

#### Eerste missie in Engeland
Op 16 december 1942 werd Chapman op missie gestuurd naar Engeland. Hij vertrok vanaf het vliegveld van Le Bourget met een bommenwerper van het type Focke-Wulf. Het plan was om te landen nabij Mundfolk, maar omdat hij vast kwam te zitten in het openingsluik van het vliegtuig, landde hij iets verderop, nabij Littleport.
De Engelse geheime dienst MI5 was al op de hoogte van het bestaan van de nieuwe geheim agent, met behulp van Ultra; informatie afkomstig uit onderschepte en ontcijferde Duitse communicatie. De geheime dienst wist door deze informatie op welke datum Chapman in Engeland zou landen, ze wisten echter nog niet waar hij zou landen. De kans dat Fritz zou worden gepakt, was daarom erg klein.

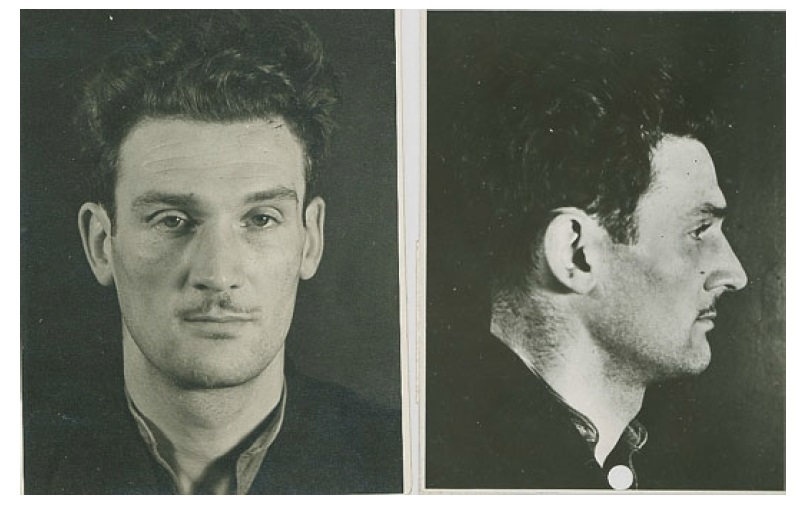
Eddie Chapman, vastgelegd door MI5 in 1942.

Chapman gaf zich na zijn landing echter gelijk aan bij de lokale politie, met de mededeling dat hij zijn diensten aan wilde bieden aan de Britse geheime dienst. De lokale politie was in eerste instantie achterdochtig maar contacteerde toch de geheime dienst. De volgende ochtend werd hij overgeplaatst naar het geheime verhoorcentrum voor spionnen, Latchmere House in Londen. Na uitvoerige verhoren werd besloten Chapman in te zetten als dubbelspion. Om de Abwehr in de waan te laten dat Chapman nog steeds voor hen werkte, zou de sabotage-actie op de vliegtuigfabriek gefalsificeerd moeten worden. Ronnie Reed werd aangesteld als zijn coördinator en hij kwam bij MI5 bekend te staan onder de codenaam Zigzag.
In de nacht van 29 op 30 januari 1943 falsificeerden werknemers van MI5 de sabotage-aanval op de vliegtuigfabriek van De Havilland. Een deel van het dak werd opgeblazen door middel van een gecontroleerde ontploffing en om de aanval echter te laten lijken werden er rookbommen ingezet en werd het terrein bezaaid met puin. De explosie werd een aantal dagen later vermeld in de Daily Express en andere Britse dagbladen. Von Gröning stuurde hierop een telegram met felicitaties naar Chapman, overtuigd van zijn succesvolle aanval.
Het initiële plan om Chapman terug te krijgen naar Duitsland, was om hem op te halen met een onderzeeër. De Abwehr zag dit plan echter niet meer zitten, en beval Chapman met een boot naar Lissabon (Portugal) te varen, dat neutraal was gedurende de Tweede Wereldoorlog. Hier zou hij contact kunnen maken met de Abwehr.

#### Portugal en Noorwegen
Om Chapman in Lissabon te krijgen werd door MI5 besloten dat hij onder valse naam aan boord moest gaan van een koopvaardijschip. Chapman ging op het schip The City of Lancaster zogenaamd aan het werk als assistent-steward onder de naam Hugh Anson. Eenmaal aangekomen in Lissabon zocht hij contact met de Abwehr en stelde voor om het schip waar hij mee aan was komen varen op te blazen met een bom verstopt in een stuk steenkool. Deze zou ontploffen als het in de oven werd geplaatst.
Chapman kreeg van de Duitsers twee bommen mee die hij zo onopvallend mogelijk tussen de steenkool zou moeten plaatsen. Hij gaf de bommen echter aan de kapitein, die hij de opdracht gaf ze bij aankomst te overhandigen aan MI5 zodat ze konden worden onderzocht. Om de Abwehr in de waan te laten dat Chapman loyaal was, werd er bij aankomst van het schip in Engeland een neponderzoek ingesteld om een geruchtenstroom op gang te brengen.
Chapman werd vervolgens naar Oslo gestuurd om nieuwe spionnen op te leiden voor de Abwehr. Na een verhoor door Von Gröning werd hij onderscheiden met een IJzeren Kruis voor zijn spionageactiviteiten op de City of Lancaster en de fabriek van De Havilland. Omdat het IJzeren Kruis enkel aan militair personeel werd gegeven, wordt er in het boek van Nicholas Booth van uitgegaan dat het waarschijnlijk is dat Chapman een Kruis voor Oorlogsverdienste heeft gekregen in plaats van het IJzeren Kruis. Gedurende zijn tijd in Oslo kreeg hij alle vrijheid van de nazi's. Hij kreeg een eigen jacht en 110.000 Reichsmark.

#### Laatste missie
Na Operatie Overlord werd Chapman terug naar Engeland gestuurd om de Duitsers op de hoogte te houden van de nauwkeurigheid van de nieuwe V1-raketten. Op 29 juni 1944 werd hij gedropt in de buurt van Cambridgeshire en gaf hij zich weer aan bij het dichtstbijzijnde politiebureau. Hij werd vervolgens overgeplaatst naar Londen, vanwaar hij berichten door kon sturen naar de Duitsers. Deze berichten bevatten onjuiste informatie over de landingsplaatsen van de V1-raketten, waardoor de Duitsers dachten dat de raketten hun doelen bereikten, terwijl dit in feite niet zo was. Omdat Chapman in de tijd dat hij in Londen verbleef zich weer in begon te laten met criminele activiteiten en MI5 dreigde de controle over hem te verliezen werd besloten om hem op 2 november 1944 te ontslaan. Hij werd vrijgesproken voor de straf die hij nog had uitstaan voor zijn criminele activiteiten van voor de oorlog.

## Persoonlijkheid
Volgens het dossier van MI5 dat over Chapman werd aangelegd gedurende zijn spionage-activiteiten kon hij als volgt worden omschreven:

Chapman is een persoon die opereert op de rand van de samenleving en een sterk verlangen heeft om regels te breken. Hij wordt gedreven door avontuur en is vaak minachtend ten opzichte van autoriteit, met een talent voor wangedrag. Desondanks heeft Chapman op sommige momenten de neiging om zich te conformeren aan gezag, wellicht gemotiveerd door patriottisme; wellicht door een onderliggend gevoel van fatsoen. Religie heeft zeker geen invloed op zijn morele code; Chapman is openlijk ongelovig, hoewel hij ook een trouw pacifist is, die elke vorm van geweld verafschuwt. Chapman ziet zichzelf als een boef met principes, wat misschien wel het meest accurate etiket is dat op hem geplakt kan worden.
Chapman is op intellectueel vlak hoogst ongebruikelijk. Hoewel elke vorm van conventioneel onderwijs ontbreekt, is hij buitengewoon scherpzinnig en streeft hij ernaar zichzelf te verbeteren. Hij is een gulzig lezer en enthousiast taalkundige, maar verveelt zich snel en kan snel onbeschoft worden. 
Hoewel hij over het algemeen koppig en vastberaden is, is hij ontegenzeggelijk gevoelig voor de aantrekkingskracht van aantrekkelijke vrouwen, rijkdom en drank. Langdurige ontzegging van een van deze dingen kan onvoorspelbaar en destructief gedrag uitlokken. Als hij aan zijn lot wordt overgelaten zal Chapman snel overgaan tot kleine diefstal, of erger, een levensstijl hanteren van prostituees, cognac, gokken, dure maatpakken en snelle auto's.

## Verantwoording
- Bibsys: 90955272
- Bibliothèque nationale de France: cb12762551n (data)
- CiNii: DA16321874
- Gemeinsame Normdatei: 133844382
- International Standard Name Identifier: 0000 0001 1437 8942
- Library of Congress Control Number: n2006093862
- Bibliotheek van het Japanse parlement: 01155777
- Nationale Bibliotheek van Tsjechië: xx0075305
- Nationale Bibliotheek van Israël: 987007299506105171
- Nationale Bibliotheek van Polen: a0000002051462
- Nederlandse Thesaurus van Auteursnamen: 303509880
- LIBRIS: 308411
- Système universitaire de documentation: 136770401
- Virtual International Authority File: 11742715
- WorldCat: E39PBJjhDbqYvXy8gFvVDPT4MP